# Anschlag in Nizza 2020

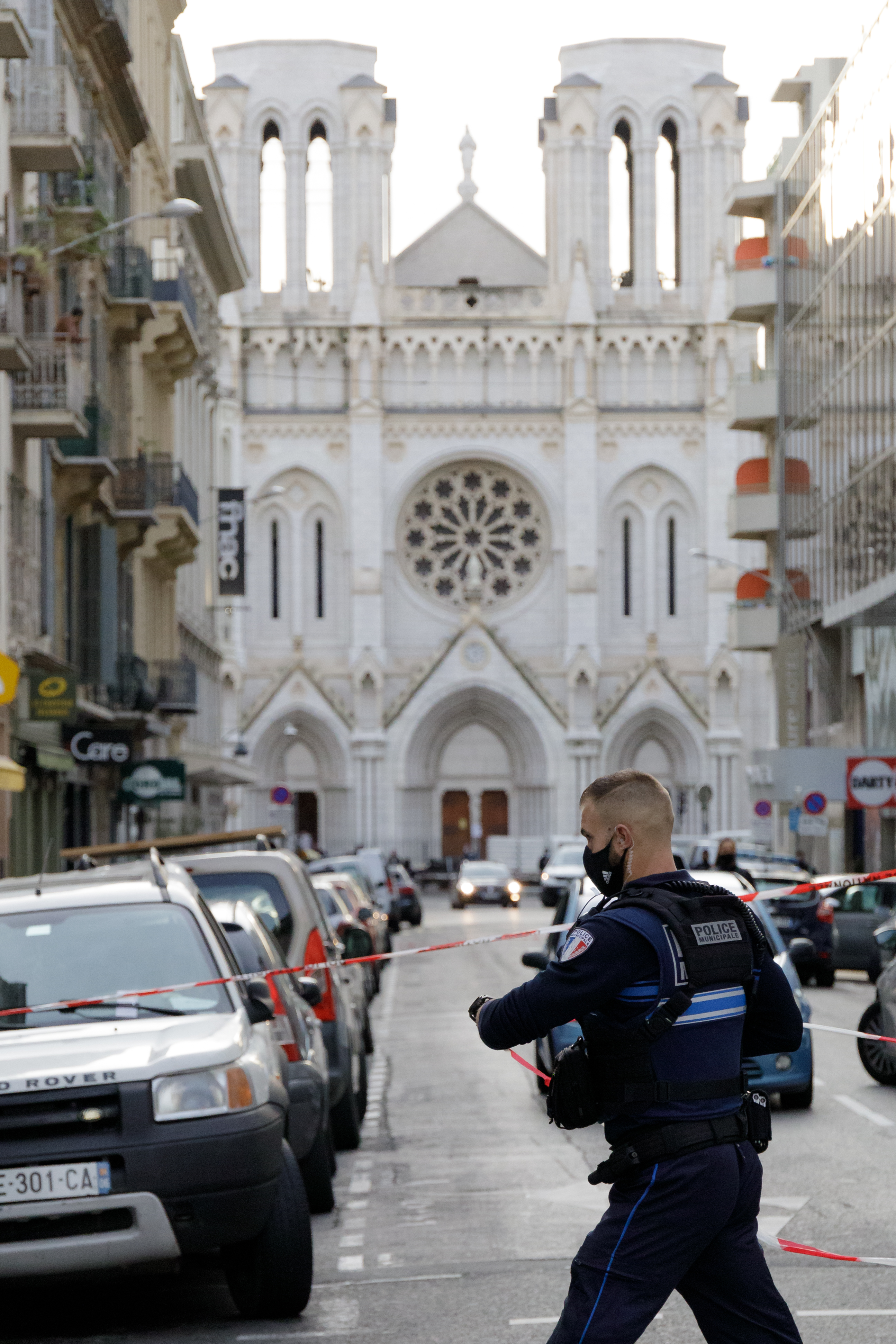
Szene vor der Basilika Notre-Dame-de-l’Assomption nach den Messerangriffen

Der Anschlag in Nizza am 29. Oktober 2020 war ein islamistischer Terroranschlag, bei dem durch einen Messerangriff in der Kirche Notre-Dame-de-l’Assomption in Nizza drei Personen getötet wurden. Die Polizei überwältigte den Täter, einen zur Tatzeit 21-jährigen Tunesier, in der Nähe des Tatorts.

## Vorgeschichte
Nizza war bereits 2016 Schauplatz eines der blutigsten Anschläge der französischen Nachkriegsgeschichte (Anschlag in Nizza 2016). Am Nationalfeiertag, dem 14. Juli, fuhr ein Islamist mit einem LKW in eine Menschenmenge und tötete 86 Personen.
Der Anschlag am 29. Oktober 2020 ereignete sich knapp zwei Wochen nach dem islamistischen Attentat auf den Lehrer Samuel Paty nahe Paris; Beobachter ordneten den Anschlag in Nizza in den Kontext des Mordes an Paty ein. Dieser war von einem jungen Erwachsenen aus islamistischen Motiven getötet worden, weil er in seinem Unterricht im Kontext des Themas Meinungsfreiheit Karikaturen Mohammeds gezeigt hatte. Der Mord hatte zu breiten Protesten in der französischen Gesellschaft geführt. Die französische Regierung stärkte ihr Bemühen, gegen den Islamismus in Frankreich vorzugehen. Präsident Emmanuel Macron verteidigte das Zeigen der Mohammed-Karikaturen und löste damit in mehreren arabischen Ländern empörte Reaktionen aus. In einigen Ländern des Nahen Ostens wurde zum Boykott französischer Produkte aufgerufen. Der türkische Präsident Recep Tayyip Erdoğan rief ebenfalls zum Boykott auf und attackierte Macron scharf.

## Tathergang
Die Tat ereignete sich in der größten katholischen Kirche von Nizza, der Basilika Notre-Dame-de-l’Assomption. Nach Angaben des zuständigen Staatsanwalts auf einer Pressekonferenz vom Abend des 29. Oktober betrat der Täter das Gebäude um 8:29 Uhr und griff innerhalb einer knappen halben Stunde mit einem Messer mit 17 Zentimeter langer Klinge drei Personen an, die er tödlich verletzte. Das erste Opfer war eine 60-jährige Kirchenbesucherin, der der Attentäter die Kehle durchschnitt und die er dabei beinahe enthauptete. Anschließend ermordete er den Küster Vincent L., einen 54-jährigen Familienvater, der gerade die erste Messe des Tages vorbereitete, durch mehrere Stiche in den Hals. Das letzte Opfer war Simone B. S., eine 44-jährige gebürtige Brasilianerin, die sich um 8:54 Uhr zunächst noch in ein nahegelegenes Burger-Restaurant retten konnte, dort aber ihren Verletzungen erlag.
Kurz darauf traf eine Streife der von einem Zeugen gerufenen Police municipale, d. h. der Stadtpolizei, im Korridor des Seitenausgangs der Kirche, durch den die 44-Jährige geflohen war, auf den Täter. Dieser bedrohte die Polizisten und rief dabei „Allahu akbar“. Die Polizisten schossen zunächst mit einem Taser auf den Mann, anschließend mit ihren Dienstpistolen, insgesamt 14 Mal, und verletzten ihn dabei lebensgefährlich. In der Kirche wurden die Tatwaffe – das o. g. Messer – sowie eine Tasche gefunden, in der sich unter anderem ein Koran, zwei Mobiltelefone und zwei weitere, unbenutzte Messer befanden.

## Täter und Ermittlungen
Die französische nationale Antiterrorstaatsanwaltschaft Parquet national antiterroriste (PNAT) übernahm am Tattag die Ermittlungen wegen „Mordes und Mordversuchs im Zusammenhang mit einer terroristischen Tat“.
Der Täter, der 21-jährige Tunesier Brahim Aouissaoui, war kurz vor der Tat nach Frankreich eingereist. Er wurde durch ein Dokument des Italienischen Roten Kreuzes identifiziert, das er bei sich trug. Aouissaoui war am 20. September 2020 mit einem Kleinboot aus seiner Heimatstadt Sfax kommend auf Lampedusa angelandet. Vom dortigen Auffanglager wurde er zunächst nach Porto Empedocle auf Sizilien verlegt und dann an Bord eines vom italienischen Innenministerium gecharterten Schiffes, der Rhapsody, wegen der COVID-19-Pandemie in Quarantäne genommen. Die Rhapsody legte am 23. September in Porto Empedocle mit Ziel Bari ab, wo Aouissaoui am 9. Oktober das italienische Festland erreichte. Zwischen Italien und Tunesien besteht zwar ein Rückführungsabkommen für illegal Eingereiste; Abschiebungen auf dessen Basis konnten jedoch wegen der erschwerten Bedingungen durch die Pandemie bereits seit längerer Zeit nur eingeschränkt durchgeführt werden, während gleichzeitig die Zahl der über das Mittelmeer illegal nach Italien Einreisenden seit Beginn der Epidemie stark angestiegen war. Deswegen waren schon seit Monaten nur wenige Abschiebungen durchgeführt worden, und diese betrafen im Wesentlichen von der Polizei gesuchte, als Gefährder bekannte oder wiederholt illegal eingereiste Personen. Aouissaoui gehörte keiner dieser Kategorien an und wurde nicht abgeschoben. So wiesen die italienischen Behörden Brahim Aouissaoui lediglich formal aus und erteilten ihm die Auflage, Italien zu verlassen.
In Frankreich beantragte er kein Asyl und wurde dort auch nie erkennungsdienstlich behandelt und war den Sicherheitsbehörden nicht bekannt. Nach Angaben der Tageszeitung Libération vom 31. Oktober 2020 kam er am Tag der Tat mit dem Zug um 6:47 Uhr in Nizza an. Um 8:13 verließ er den Bahnhof und begab sich zu der Kirche, in der er dann die Morde beging. Späteren Angaben zufolge war er bereits am 27. Oktober in Nizza angekommen und wurde auf Videoüberwachungsbildern identifiziert, die am 28. Oktober, also dem Vortag des Attentats, in der Nähe der Basilika aufgenommen worden waren.
Brahim Aouissaoui stammte aus Sfax, wo seine Familie in bescheidenen Verhältnissen lebte. Er hatte zehn Geschwister; er selbst hatte seinen Lebensunterhalt in der Schattenwirtschaft Tunesiens bestritten, unter anderem durch nicht deklarierten Benzinverkauf. Nach Angaben von Familienmitgliedern pflegte er in früheren Jahren Alkohol und Drogen zu konsumieren, hatte sich aber etwa zwei Jahre vor seiner Tat dem Islam zugewandt und sich seitdem zunehmend isoliert. Er hatte bereits einmal vergeblich versucht, über Italien nach Europa zu gelangen. Am Abend vor der Tat hatte er seine Familie angerufen und ihr mitgeteilt, dass er in Frankreich angekommen sei.
Nachdem Aouissaoui bei seiner Überwältigung durch die Polizei lebensgefährliche Schusswunden erlitten hatte, wurde er zunächst, noch bei Bewusstsein und unter dem Ausstoßen religiöser Parolen, in ein Krankenhaus in Nizza gebracht. Um ihn operieren zu können, versetzen ihn die Ärzte in ein künstliches Koma. Anschließend wurden fünf 9-mm-Projektile aus seinem Körper entfernt. Nach der Operation verbesserte sich sein Zustand, und es bestand keine Lebensgefahr mehr. Allerdings wurde er positiv auf COVID-19 getestet. Nachdem er wieder zu Bewusstsein gekommen war, verhielt er sich feindselig gegenüber dem medizinischen Personal. Infolge der Covid-Erkrankung verschlechterte sich sein Gesundheitszustand erneut; er litt unter Sauerstoffmangel im Blut und Lungenkomplikationen und musste durch Intubation künstlich beatmet werden. Per Flugzeug wurde er in ein Pariser Krankenhaus verlegt, wo er am 6. November eintraf. Mit Stand vom 13. November 2020 war er erneut in einem künstlichen Koma, und es bestand wieder Lebensgefahr. Bis dahin hatte er nicht von der Polizei zur Tat vernommen werden können.
Zwei 47 und 35 Jahre alte Männer, die am Tag nach der Tat in Nizza festgenommen worden waren, weil sie mit Aouissaoui am Abend vor der Tat in Kontakt gewesen sein sollen, wurden einige Tage später freigelassen, weil sich gegen sie kein Verdacht erhärtet hatte. Ebenfalls am 30. Oktober wurde ein 20-jähriger Student wegen des Vorwurfs festgenommen, Bilder der Leiche eines der Opfer im Internet veröffentlicht zu haben. Am 31. Oktober wurden im etwa 40 Kilometer von Nizza entfernten Grasse mehrere Männer festgenommen, von denen mindestens einer gemeinsam mit Aouissaoui in demselben Boot von Sfax nach Lampedusa gereist war. Am 2. November waren noch zwei Personen in Polizeigewahrsam, der für terroristische Straftaten in Frankreich bis zu sechs Tage dauern kann. In den folgenden Monaten konnten die Ermittler nicht nachweisen, dass Aouissaoui Mittäter oder Unterstützer bei seiner Tat hatte.
Brahim Aouissaoui wurde sechs Wochen nach dem Attentat wegen terroristischer Morde beschuldigt. In seinem Handy wurden laut den Ermittlern Fotos mit Bezug zur Dschihadistenmiliz „Islamischer Staat“ (IS) gefunden. Am 25. Oktober hatte Aouissaoui einem Bekannten mitgeteilt: „Morgen reise ich nach Frankreich, dem Land der Ungläubigen und Hunde.“
Als der zwischenzeitlich ins Gefängniskrankenhaus Fresnes bei Paris verbrachte Täter ab April 2021 vernommen werden konnte, behauptete er gegenüber den Ermittlern, sich an seine Tat nicht erinnern zu können. Auf dieser Linie blieb er auch bei einer erneuten Befragung im Juni 2021. Zu diesem Zeitpunkt lag über den in Tunesien bereits durch Drogen- und Gewaltdelikte aufgefallenen Aouissaoui noch kein psychologisches Gutachten vor.
Im Mai 2021 wurde bekannt, dass er offenbar geplant hatte, einen Anschlag in der französischen Hauptstadt zu verüben, und seine Tat nur deshalb in Nizza begangen habe, weil er das Geld für die Fahrkarte nach Paris nicht habe aufbringen können. Dies sei aus elektronischen Textnachrichten ersichtlich, die er am 28. Oktober 2020, einen Tag vor seiner Tat, aus Nizza an Bekannte geschickt habe.
Im September 2023 erhob die PNAT Anklage gegen Aouissaoui wegen mehrfachen versuchten und vollendeten Mordes im Rahmen eines terroristischen Vorhabens. Der Vorwurf der Bildung einer terroristischen Vereinigung wurde hingegen fallengelassen, nachdem Ermittlungen in Tunesien keine Beweise dafür zutage gebracht hatten, dass er zu der Tat angestiftet worden war oder Komplizen hatte.

## Prozess
In seinem erstinstanzlichen Prozess räumte Aouissaoui zum ersten Mal seit seiner Festnahme ein, die Morde begangen zu haben, zeigte jedoch keinerlei Reue. Am 26. Februar 2025 verurteilte ein Pariser Geschworenengericht ihn zu lebenslanger Haft ohne Möglichkeit der vorzeitigen Entlassung. Diese Strafe, die auch als Perpetuité réelle („wahres Lebenslänglich“) bezeichnet wird, wird in Frankreich äußerst selten verhängt. Für einen terroristischen Anschlag war sie zuvor 2022 gegen Salah Abdeslam, den einzigen überlebenden Attentäter der Terroranschläge am 13. November 2015 in Paris, ausgesprochen worden. Aouissaoui legte Berufung ein; das Berufungsverfahren soll vom 7. bis zum 18. Dezember 2026 in Paris verhandelt werden.

## Reaktionen auf die Tat

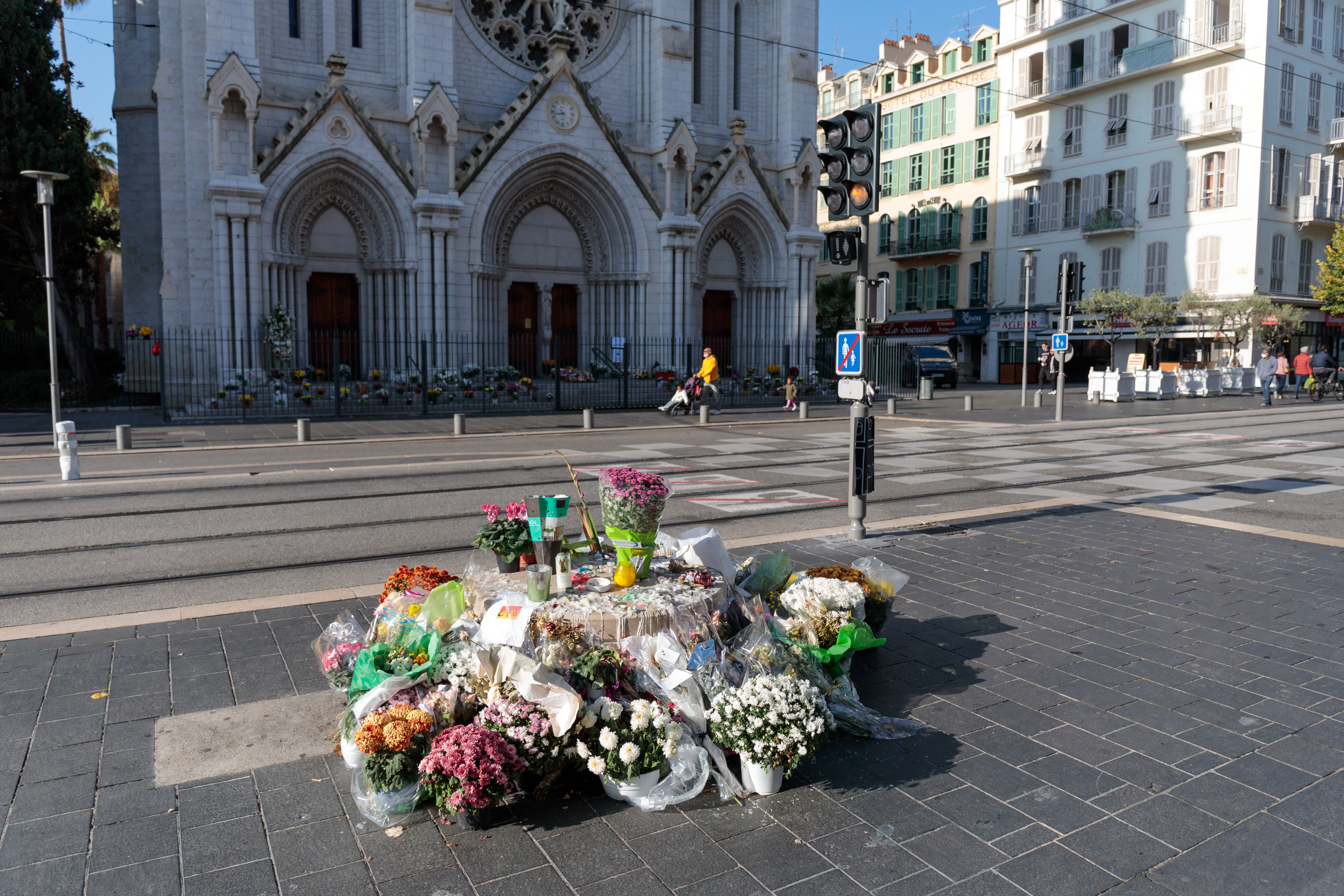
Blumen vor der Basilika zwei Wochen nach dem Anschlag

Nach Bekanntwerden des Anschlages rief das Innenministerium für ganz Frankreich die höchste Terrorwarnstufe Vigipirate urgence attentat aus.
Frankreichs Präsident Emmanuel Macron und weitere Minister kamen wenige Stunden nach dem Anschlag nach Nizza. Der Staatschef sprach mit Polizisten und dem Bürgermeister. Macron bezeichnete die Tat als „islamistischen Terroranschlag“. Frankreich sei angegriffen worden, sagte er und kündigte einen verstärkten Schutz von Kirchen und Schulen an. Der schon über Monate laufende Anti-Terror-Einsatz „Opération Sentinelle“ („Operation Wachposten“) des französischen Militärs im Inland solle von 3000 auf 7000 Soldaten aufgestockt werden. Die Tat wurde von Politikern in Frankreich und anderen europäischen Ländern einhellig verurteilt.
Politiker der politischen Rechten in Frankreich forderten drastische Gesetzesänderungen zur Bekämpfung des Terrorismus. So erklärte der Bürgermeister von Nizza, Christian Estrosi (Les Républicains), noch am Tag der Tat, Frankreich solle sich „von den Gesetzen für Friedenszeiten befreien, um den Islamo-Faschismus ein für alle Mal von unserem Staatsgebiet zu tilgen“. Die rechtsnationale Marine Le Pen (Rassemblement national) forderte „Sondergesetze“, um islamistische Terroristen „unschädlich zu machen“. Der Abgeordnete der Nationalversammlung für das Département Seealpen, Éric Ciotti (LR), erklärte, es brauche eine Änderung des rechtlichen Rahmens, um „die Islamisten auszurotten“; man müsse „diese Pseudo-Verteidigung der Freiheit des Einzelnen beenden, die nur dazu dient, Terroristen zu verteidigen und unsere Gesellschaft zu gefährden“. Ciotti ging so weit, die Einführung einer Administrativhaft für Gefährder zu fordern, und nannte seinen Vorschlag selbst ein „Guantanamo à la française“, in Anspielung auf das von der US-amerikanischen Regierung betriebene Gefangenenlager der Guantanamo Bay Naval Base.
In Italien, wo der Täter europäischen Boden betreten hatte und nicht an der Weiterreise gehindert worden war, verlangten Vertreter der extremen Rechten den Rücktritt der Innenministerin Luciana Lamorgese (parteilos) der Regierung von Ministerpräsident Conte.
Am 12. Oktober 2021 schrie ein in die Basilika Notre-Dame-de-l’Assomption gelangter Mann dort arabische Parolen und spuckte auf den Boden. Er wurde von der durch den Kirchendiener alarmierten Polizei festgenommen, später jedoch wieder freigelassen.

## Weiterer Anschlag
Am gleichen Tag attackierte ein mit einem Messer bewaffneter Angreifer im saudi-arabischen Dschidda einen Sicherheitsmitarbeiter des französischen Konsulats und verletzte ihn leicht.